# 刘云波
刘云波（1905年7月—1999年6月22日），女，四川遂宁人，中国妇产科专家，中国农工民主党中央委员会原常务委员、四川省委员会原主任委员，四川省人大常委会原副主任，第三、五、六、七届全国人大代表。